# Lijst van oorlogsmonumenten in Raalte
De Nederlandse gemeente Raalte heeft 9 oorlogsmonumenten. Hieronder een overzicht.
| Nr.  | Object                                           | Herdachte groep | Ontwerper                                                    | Onthulling       | Type               | Locatie                         | Plaats     | Coördinaten                   | Foto                                             |
| ---- | ------------------------------------------------ | --- | ------------------------------------------------------------ | ---------------- | ------------------ | ------------------------------- | ---------- | ----------------------------- | ------------------------------------------------ |
| 468  | Oorlogsmonument                                  | militairen in dienst van het Ned. Kon. 1940-1945, burgerslachtoffers, verzet Nederland                                               |                                                              | 4 mei 1950       | gedenkmuur         | Rozendaelseweg 6, 8141          | Heino      | 52° 26' 2" NB, 6° 13' 43" OL  | Oorlogsmonument                                  |
| 469  | Herdenkingsraam                                  | overig | Pater Raymond van Bergen (ontwerp), G. Lelivelt (uitvoering) | 17 augustus 1955 | glas-in-lood       | Marktplein 10, 8141 AG          | Heino      | 52° 26' 9" NB, 6° 14' 2" OL   |                                                  |
| 1950 | Plaquette op de gevel van de voormalige synagoge | vervolgden Nederland |                                                              | 2 mei 1985       | plaquette          | Stationsstraat 21, 8102 EB      | Raalte     | 52° 23' 19" NB, 6° 16' 38" OL | Plaquette op de gevel van de voormalige synagoge |
| 1951 | Indië-monument                                   | militairen in dienst van het Ned. Kon. na 1945                                                                                       | Dhr. G.J. Tuink                                              | 31 mei 1991      | beeld/sculptuur    | Zwolsestraat 16, 8101 AC        | Raalte     | 52° 23' 17" NB, 6° 16' 16" OL | Indië-monument                                   |
| 1952 | Oorlogsmonument                                  | geallieerde militairen, militairen in dienst van het Ned. Kon. 1940-1945, burgerslachtoffers, vervolgden Nederland, verzet Nederland | Piet Jungblut                                                | 14 oktober 1948  | zuil               | Zwolsestraat 25, 8101 AA        | Raalte     | 52° 23' 21" NB, 6° 16' 12" OL | Oorlogsmonument                                  |
| 2041 | Oorlogsmonument                                  | burgerslachtoffers |                                                              |                  | kruis              | Blikweg, 8105 SR                | Luttenberg | 52° 23' 20" NB, 6° 22' 30" OL | Meer afbeeldingen                                |
| 3239 | Erehof Raalte, Brits erehof                      | geallieerde militairen |                                                              |                  | begraafplaats/graf | Westdorplaan 132, 8101 PP       | Raalte     | 52° 22' 37" NB, 6° 16' 13" OL | Meer afbeeldingen                                |
| 3473 | Monument op de Joodse begraafplaats              | vervolgden Nederland |                                                              | 1 mei 2009       | zuil               | Van der Wijckstraat 75, 8101 EH | Raalte     | 52° 22' 57" NB, 6° 16' 3" OL  | Monument op de Joodse begraafplaats              |
| 4452 | Monument voor gevallen Canadezen                 | geallieerde militairen |                                                              | 11 november 2021 | gedenksteen        | Zwolseweg nabij 71a             | Heino      |                               |                                                  |
|      | Stolpersteine                                    | vervolgden Nederland | Gunter Demnig                                                |                  | reliëf             |                                 | Raalte     |                               | Meer afbeeldingen                                |

Almelo ·
Borne ·
Dalfsen ·
Deventer ·
Dinkelland ·
Enschede ·
Haaksbergen ·
Hardenberg ·
Hellendoorn ·
Hengelo ·
Hof van Twente ·
Kampen ·
Losser ·
Oldenzaal ·
Olst-Wijhe ·
Ommen ·
Raalte ·
Rijssen-Holten ·
Staphorst ·
Steenwijkerland ·
Tubbergen ·
Twenterand ·
Wierden ·
Zwartewaterland ·
Zwolle